# Noord (windstreek)

Het noorden t.o.v. de andere windrichtingen op een kompas

Noord is een van de vier hoofdwindstreken, naast oost, zuid en west. Het noorden is tegenovergesteld aan het zuiden en geeft de richting van de Noordpool aan. Omdat voor de richtingsbepaling vaak van een magnetisch kompas gebruikgemaakt wordt en de kompasnaald niet overal precies naar de noordpool wijst, onderscheidt men het geografische noorden en het magnetische noorden. Daarnaast is ook in de astronomie een noordrichting, het astronomische noorden, gedefinieerd.

## Geografische noorden
Het geografische noorden of ware noorden is de richting van de geografische noordpool. Het is bij benadering ook het astronomische noorden.

### Magnetische noorden
Het magnetische noorden is de richting in het horizontale vlak van de veldrichting van het aardmagnetisch veld, de magnetische meridiaan. De geomagnetische noordpool bevindt zich in het noorden van Canada en is voortdurend in beweging. Doordat de magnetische polen niet op de geografische polen liggen, wijst de veldrichting van het aardmagnetisch veld niet overal naar het ware noorden. Dit hoekverschil tussen de magnetische meridiaan en de geografische meridiaan is de variatie en is niet constant, aangezien de magnetische polen zich verplaatsen. In Nederland bedraagt de declinatie ongeveer 0,5° in westelijke richting. In andere gematigde streken komen miswijzingen tot wel 30° voor. Op hogere breedten is de afwijking zo extreem dat een magnetisch kompas niet praktisch bruikbaar meer is. De richting van het magnetisch noorden verandert voortdurend: in Nederland 7' (boogminuten) per jaar in oostelijke richting. Bovendien komen er dagelijkse fluctuaties voor 5'- 10' en kunnen zonnestormen plotselinge verstoringen veroorzaken van 1°.
Een magnetisch kompas heeft bovendien een afwijking ten opzichte van het magnetische noorden die deviatie wordt genoemd. Deze kan op een schip bijvoorbeeld worden beïnvloed door metalen in de nabijheid van het kompas. De deviatie kan met de koers variëren, daarom wordt op schepen bij het kompas gebruikgemaakt van een deviatietabel.

### Astronomische noorden
Het astronomische noorden is de richting van de noordelijke hemelpool. Het is bij benadering de richting van de Poolster.

## Noordelijkste punt
- Nederlandse vasteland: Oudeschip, Valom
- België: Meersel-Dreef, een gehucht van de gemeente Hoogstraten, 51°30'18,5" noorderbreedte
- Europa: Noordkaap

## Wetenswaardigheden
- Noordenwind komt uit het noorden (en waait dus naar het zuiden) maar een noordelijke stroming stroomt juist naar het noorden.
- De geomagnetische noordpool is de magnetische zuidpool van de Aarde.